# سوتسیالیستیچسکی
سوتسیالیستیچسکی (انگلیسی: Sotsialistichesky) یک شهرک در شهرستان ایگلینسکی استان باشقیرستان کشور روسیه است.